# Caso degenere
In geometria, il caso degenere è un caso limite in cui una caratteristica di un oggetto viene estremizzata fino a farlo coincidere ad un elemento di un'altra classe. 
Esemplificazioni possono esserne:
- Il triangolo degenere, con due angoli retti e terzo vertice all'infinito
- Nell'ellisse il cerchio come ellisse con due fuochi coincidenti, o eccentricità=0
- Il punto come cerchio con raggio=0
- Una forma bilineare {\displaystyle \phi } definita su uno spazio {\displaystyle V} di dimensione finita è degenere se la matrice {\displaystyle B} che la rappresenta rispetto ad una base ha determinante nullo. Altrimenti, è detta non degenere. La definizione non dipende dalla base scelta per rappresentare la forma come matrice.